# Phryné aux fêtes de Poséidon à Éleusis
Phryné aux fêtes de Poséidon à Éleusis (en russe : Фрина на празднике Посейдона в Элевзине) ou Phryné à la fête de Poséidon. est un tableau de très grandes dimensions du peintre russo-polonais, né dans l'Empire russe en Ukraine, académiste Henryk Siemiradzki (1843—1902), achevé en 1889. Il fait partie des collections du Musée russe (n° d'inventaire : Ж-5687). Ses dimensions sont de 390 × 763,5 cm, ,.
Le sujet du tableau est basé sur une légende de la Grèce antique relative à l'hétaïre Phryné, qui a vécu au IVe siècle av. J.-C. Convaincue de sa divine beauté, Phryné décide de défier la déesse de la beauté et de l'amour Aphrodite : pendant la fête de Poséidon, à Éleusis, elle se déshabille et descend jusqu'à la mer devant l'assemblée.
Éleusis est une petite ville située à 22 km à l'ouest d'Athènes reliée à celle-ci par la voie sacrée. 
Le travail du peintre sur la toile, qui s'achève au début de l'année 1889, est présenté au public lors d'une exposition personnelle de l'artiste Siemiradzki, dans la salle Raphaël de l'Académie russe des beaux-arts à Saint-Pétersbourg. Dès l'exposition le tableau est acquis par l'empereur Alexandre III. Il est exposé au Musée de l'Ermitage, puis, en 1897, transféré au Musée russe,.

## Sujet et description
Le sujet du tableau a été extrait par le peintre du livre Le Banquet des sophistes (ou Le Banquet des sages) de l'auteur grec Athénée de Naucratis, qui l'a créé à la fin du IIe , début du  IIIe siècle de notre ère,.

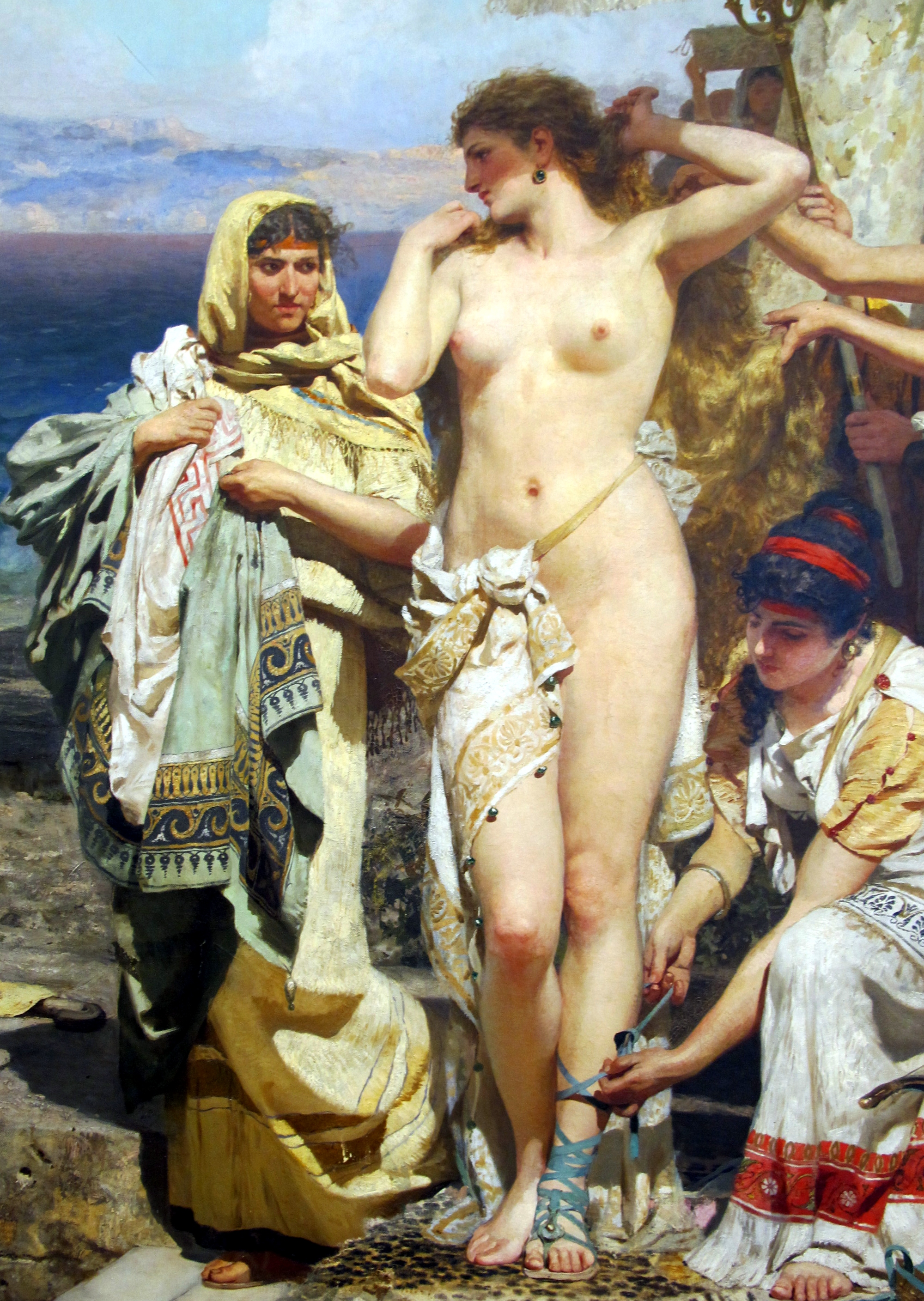
Phryné et ses servantes (détail).

Phryné, connue pour sa beauté, est une hétaïre, une courtisane grecque, qui a vécu au IVe siècle av. J.-C. dans la ville de Mégare. En grec ancien Φρύνη / Phrýnê, signifie « crapaud », surnom qui lui était donné à cause de son teint jaunâtre.
Elle a servi de modèle au sculpteur grec ancien Praxitèle, qui a réalisé l'Aphrodite de Cnide à son image. Elle a également posé pour le peintre grec Apelle, qui a réalisé, avec elle comme modèle, la Vénus anadyomène. Selon la légende, convaincue de sa beauté inouïe, Phryné décide de défier Aphrodite, la déesse de la beauté et de l'amour qui, toujours suivant la légende, serait née en mer puis portée par une vague sur la berge. Pour un simple mortel il était difficile de voir Phryné nue. Elle portait un chiton qui lui couvrait tout le corps et ne fréquentait pas les bains publics. Au cours de la fête de Poséidon, qui se tient à Éleusis, devant la procession rituelle qui se rend du temple de Poséidon à la mer, Phryné abandonne ses vêtements et descend nue jusqu'au bord de la mer à la vue de la foule des pèlerins.

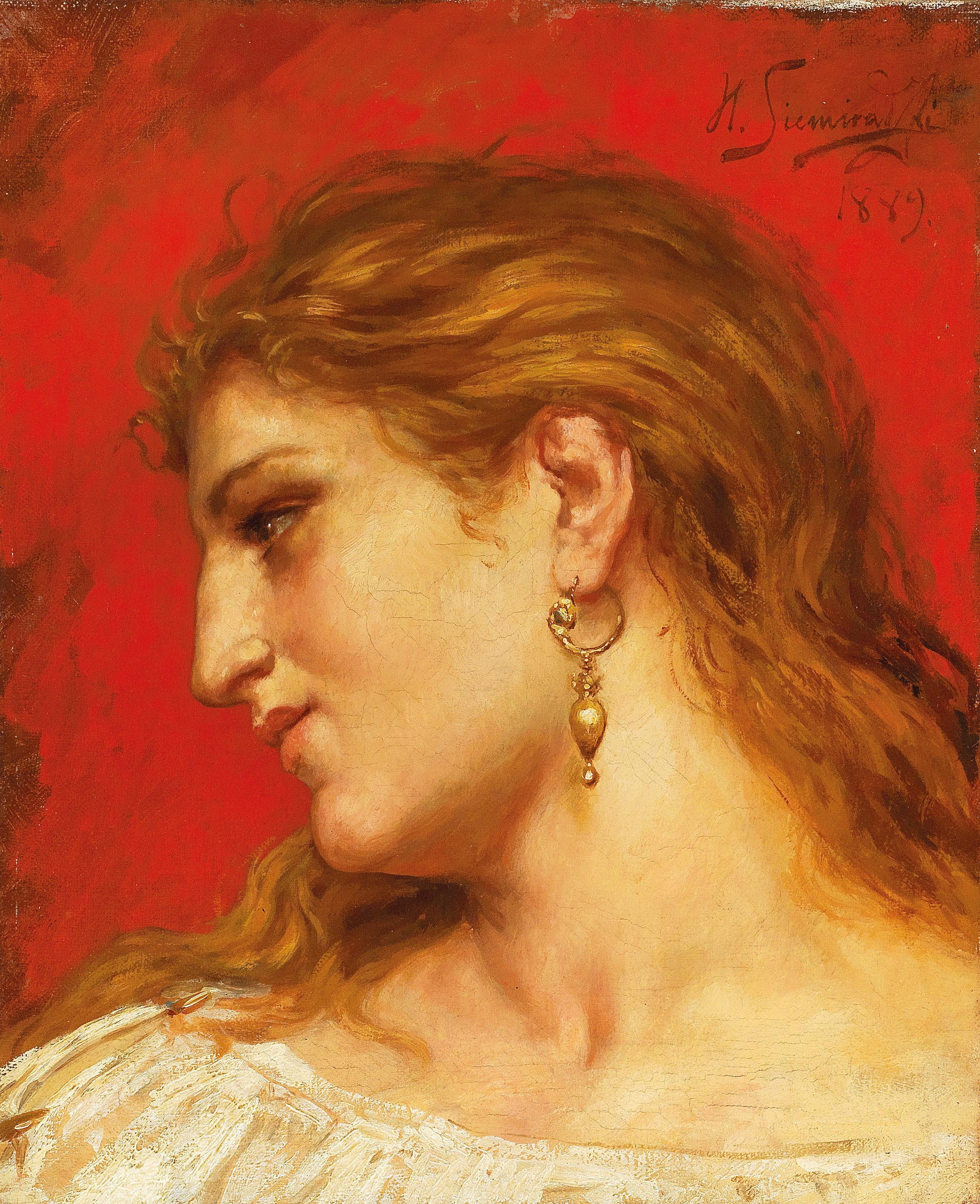
Henryk Siemiradzki - Étude pour la toile
de Phriné à Eleusis

Au centre du tableau, le divisant pratiquement en deux parties égales, Phryné est représentée avec ses servantes. Elle a déjà abandonné ses vêtements. L'artiste la représente d'abord complètement nue sur sa toile (et l'a même photographiée ainsi), mais ensuite il décide de laisser une partie de son chiton glisser le long de son côté droit. Une des servantes garde ses vêtements tandis que l'autre l'aide à enlever ses sandales et une troisième tient une ombrelle pour la protéger des rayons du soleil.

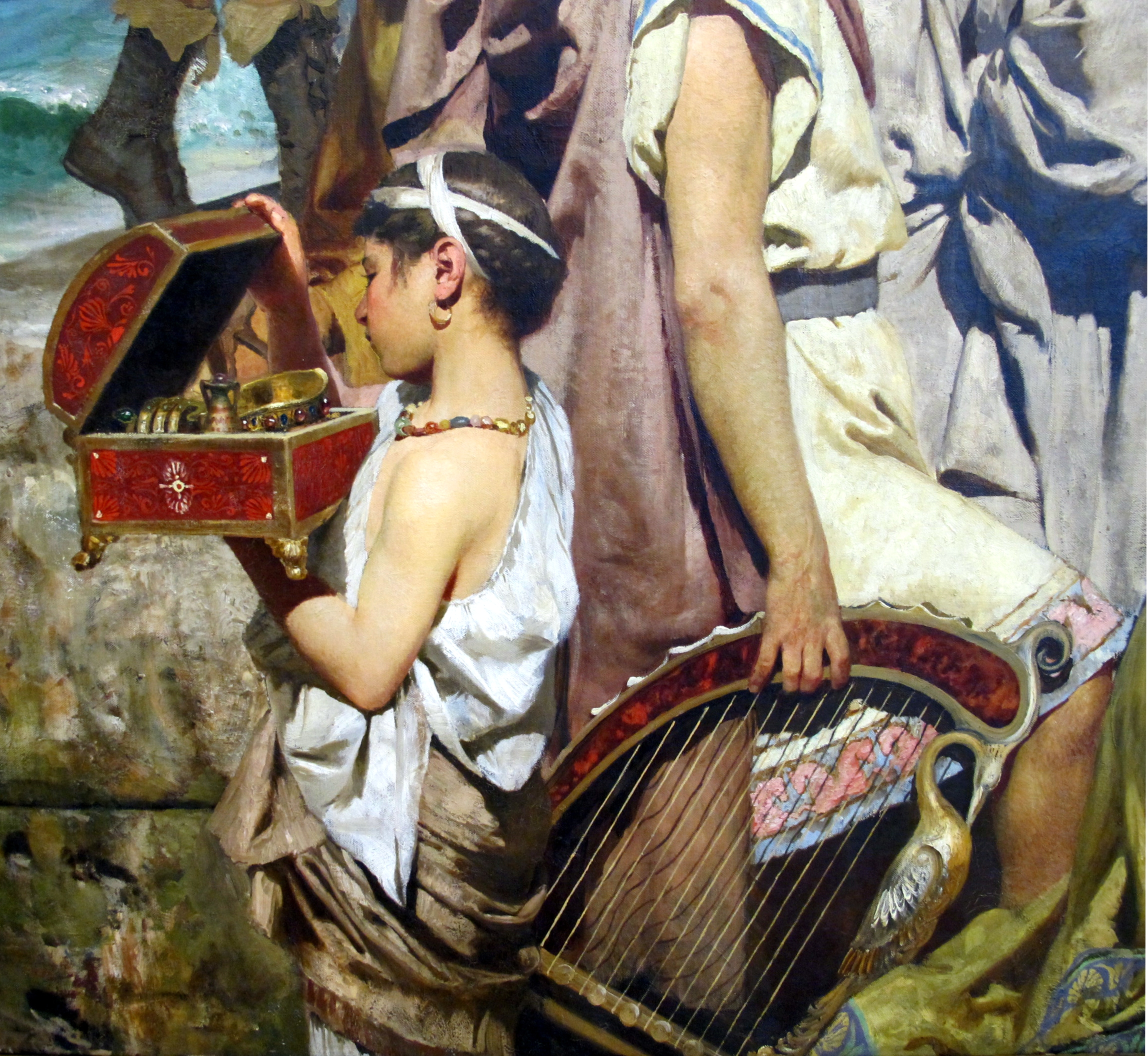
Enfant avec une lyre et un autre avec un coffre à bijoux (détail).

Sur le côté droit se tient la procession du peuple qui descend vers la mer depuis le temple de Poséidon représenté en arrière-plan. Les personnages qui sont au premier plan se sont arrêtés et regardent Phryné, certains avec surprise et admiration, tandis que d'autres semblent désapprouver et même s'indigner.
Un plus petit groupe de spectateurs, entourant une colonne sculptée, est représenté au premier plan à gauche du tableau. Ici apparemment l'approbation et l'admiration semble unanime. Derrière eux apparaissent les eaux du Golfe Saronique et les montagnes de l'île de Salamine. Dans le coin inférieur gauche est représenté un garçon portant un coffre légèrement ouvert rempli de bijoux. Une femme de chambre, se tient devant lui ; elle descend vers la mer avec une écuelle et un vase sur la tête,.
Le paysage représenté sur cette toile est considéré comme l'un des meilleurs réalisé par l'artiste, et ce paysage est incontestablement la réalisation la plus réussie du tableau.

## Histoire
Quand Henryk Siemiradzki commence à travailler à cette toile à la fin de l'année 1886, il demande au secrétaire des conférences de l'Académie russe des beaux-arts, Piotr Isseev : « Je ne sais pas encore si la Russie participera à l' Exposition universelle de Paris de 1889 ? » Dans une lettre adressée à celui-ci il signale : « En tout cas je prépare un tableau plus grand que Les Torches de Néron. Son sujet sera Phryné qui joue le rôle d'Aphrodite lors des fêtes de Poséidon à Éleusis. J'ai longtemps rêvé d'un sujet sur la vie des Grecs, qui m'aurait permis d'investir autant que possible la beauté classique par la présentation. Avec ce sujet j'ai trouvé un matériel énorme ! La soleil, la mer, l'architecture, la beauté féminine, et le ravissement muet des Grecs à la vue de la plus belle femme de leur temps, le plaisir de l'artiste populaire n'ayant rien de semblable au cynisme des adorateurs actuels de cocottes. Le tableau est déjà à l'état d'ébauche. »,.
Il est possible que Henryk Siemiradzki quand il parle des « adorateurs de cocottes » fasse allusion au tableau de Jean-Léon Gérôme Phryné devant l'aréopage (1861), que les critiques accusaient de provoquer une jouissance de la nudité excessive. En critiquant le tableau de Gérôme, Siemiradzki veut exprimer son désir de créer une œuvre sensuelle, érotique, mais qui reste dans le cadre de la décence. C'est dans son atelier de Rome qu'il a mis son projet à exécution. Au cours de la réalisation de son tableau le peintre est allé spécialement en Grèce et a visité le site d'Éleusis.

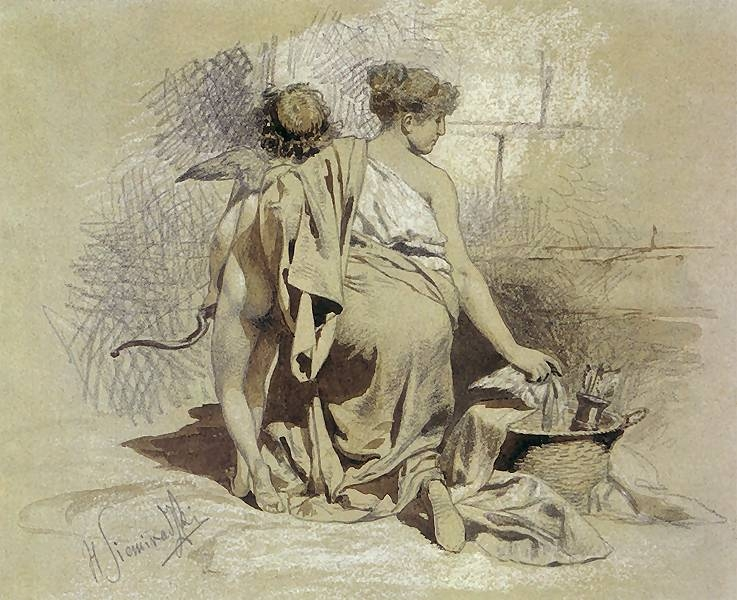
Jeune fille avec l'Amour (étude pour le tableau), Musée russe.

Le tableau Phryné à la fête de Poséidon a été achevé à l'hiver 1889 et a été exposé en premier lieu à la salle Raphaël
de l'Académie russe des beaux-arts à Saint-Pétersbourg. Comme Siemiradzki craignait que le manque de lumière estompe la richesse des coloris du tableau, il a veillé à illuminer la toile par des moyens artificiels : toutes les fenêtres de la salle d'exposition étaient occultées de tissu noir dense de sorte que les spectateurs soient dans la pénombre, et il a placé, cachées de la vue des spectateurs, quatre lampes électriques qui éclairent brillamment la toile depuis les profondeurs de la salle. D'autres tableaux de l'artiste sont exposés à la même exposition :
À l'exemple des dieux, Avant le bain, La Tentation de saint Jérôme et À la fontaine.

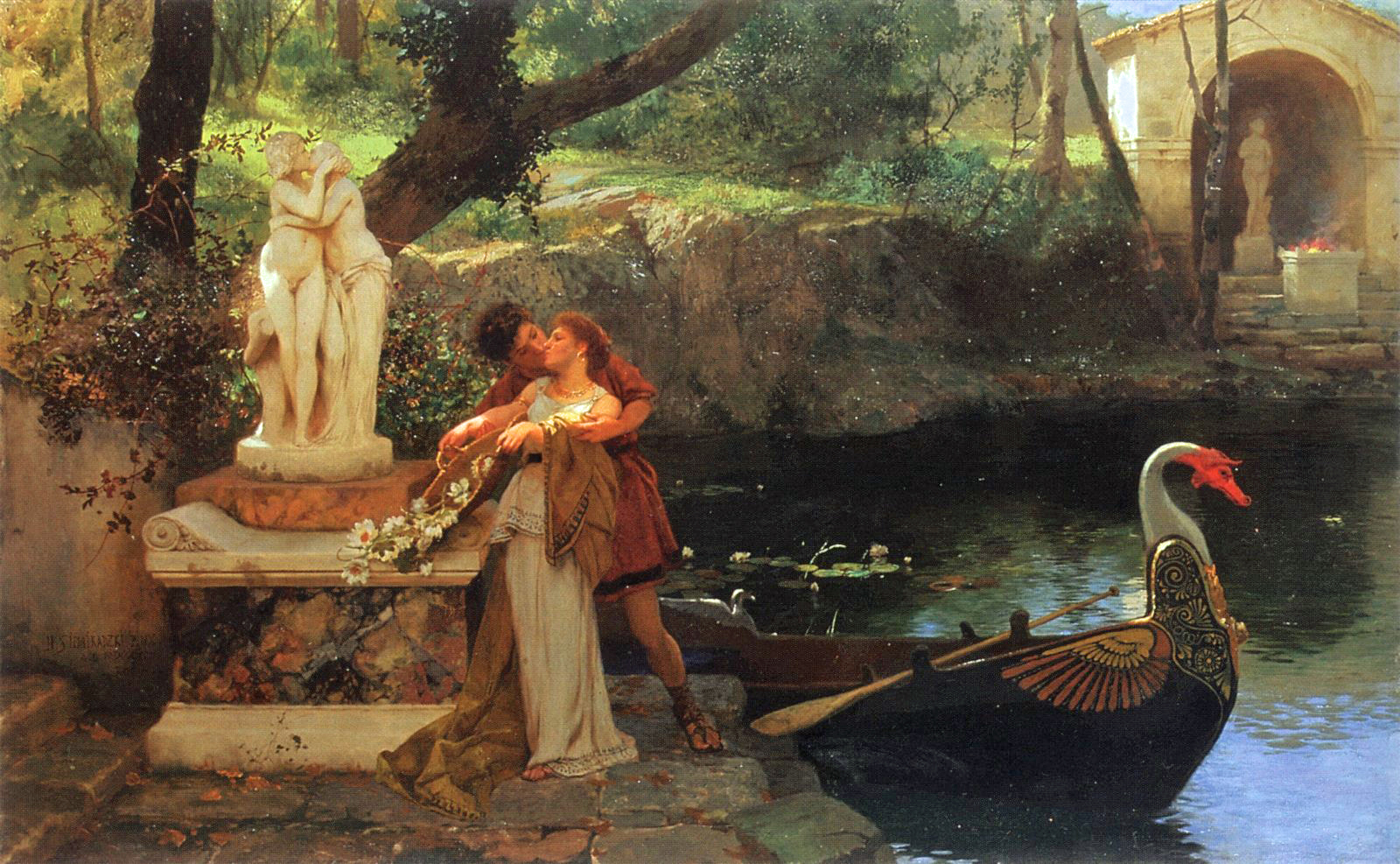
À l'exemple des dieux (1899).

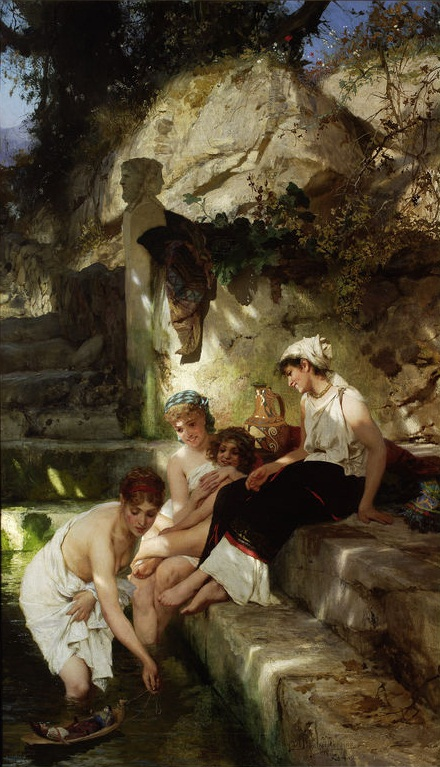
Avant le bain (1885).

L'exposition recueille un grand succès et attire des milliers de visiteurs, selon certaines données plus de 30 000. L'œuvre de Siemiradzki a fait l'objet d'une parution spéciale du journal Government Gazette (Russia) (en), dans laquelle une critique flatteuse est rendue sur la nouvelle toile,. Dans une lettre adressée à Maria Kisseliov datée du 17 février 1889, Anton Tchékov écrit ironiquement à propos de la popularité de sa pièce Ivanov : « À Saint-Pétersbourg il y a maintenant deux héros : Phryné nue de Siemiradski, et moi tout habillé ! »,.
Après l'exposition l'Académie nomme Siemiradzki membre indépendant de son Conseil académique, exprimant par là sa reconnaissance des mérites du peintre. Ses tableaux Phryné à la fête de Poséidon et À l'exemple des dieux sont acquis par l'empereur Alexandre III lors de l'exposition, ; pour Phryné le ministère de la cour a payé 30 000 roubles. Sous réserve de leur achat, les toiles ont été envoyées en tournée en Europe occidentale.
Certains historiens prétendent que c'est précisément lors de l'achat de Phryné que l'empereur Alexandre III a pour la première fois rendu public son intention de créer à Saint-Pétersbourg le Musée russe. À la même époque, suivant la « légende », qui est répétée à maintes reprises par les responsables du Musée russe lui-même, la décision finale de créer le musée a été prise par l'empereur à la suite de son acquisition du tableau d'Ilia Répine Saint Nicolas arrêtant le bourreau lors de la 17e exposition des Ambulants, ouverte la même année 1889,.
Le succès de Phryné suscita des jalousies au sein du groupe de Ambulants et, parmi ces derniers, celle de Grigori Miassoïedov.Vladimir Stassov écrit à ce propos: « Je vois que dans la collection du Musée russe on trouve le tableau de Siemiradzki], mais est-ce vraiment un tableau russe ? ». On suppose que l'idée de l'empereur Alexandre III, qui disait avoir créé un musée en achetant le tableau de Phryné à la fête de Poséidon, alors que Siemiradzki était d'origine polonaise, doit être étudiée dans un contexte politique : l'empereur soulignait ainsi le fait qu'il était à la tête d'un empire multinational dans lequel les gens de différentes nationalités devaient avoir des droits égaux. En effet, le Royaume du Congrès, partie centrale de la Pologne historique était une entité autonome sous tutelle de l'Empire russe de 1815 à 1915.
La tableau appartenait au département russe du Musée de l'Ermitage, puis lors de la création, en 1897 du Musée russe, il est donné à ce dernier pour compléter ses collections,. Dans l'Encyclopédie Brockhaus et Efron, on indique que le tableau se trouvait dans le musée personnel de l'empereur Alexandre III (on appelait ainsi le Musée russe jusqu'en 1917), et aussi qu'il dépasse en taille le tableau du même auteur Les Torches de Néron. Ce dernier tableau valut à Siemiradzki sa grande renommée : il reçut le titre de membre de l'académie de Turin et de correspondant de l'Institut de France.
Actuellement le tableau de Phryné à la fête de Poséidon est exposé en permanence à la salle no  21 du Palais Mikhaïlovski, où l'on trouve aussi Martyrs chrétiens au Colisée de Constantin Flavitski et La Mort de Néron de Vassili Smirnov.
Du 20 décembre 2017 au 2 avril 2018, le tableau Phryné à la fête de Poséidon à Éleusis a été exposé dans la salle Benois du Musée russe, lors de l'exposition H. Siemiradzki et la colonie d'artistes grecs à Rome, dédiée au 175e anniversaire de la naissance de l'auteur de cette toile né en 1843 (et mort en 1902).

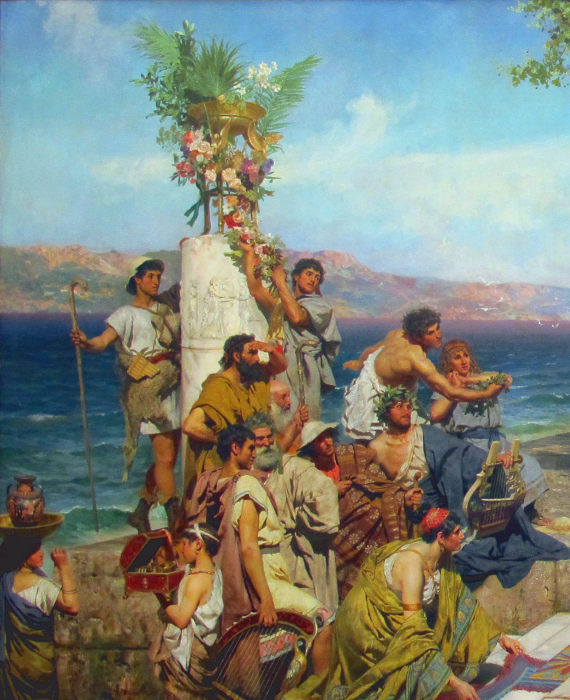
Détail des personnages de gauche près d'une colonne.

## Opinions et critiques
Le peintre russe Ilia Répine parle de ce tableau comme suit: «Cette grande toile <…> malgré toute sa rhétorique académique donne une impression de gaieté. La mer, le soleil, les montagnes attirent le regard et provoquent du plaisir ; et puis les temples et le platane au milieu; à droite un arbre qu'aucun paysagiste au monde n'a dépeint aussi bien. Les personnages et les visages en me plaisent pas mais ils ne gâchent pas mon impression».
Comme à son habitude, le critique d'art Vladimir Stassov reste sceptique devant le nouveau tableau de Siemiradzki. Il exprime de grands doutes quant à l'authenticité de l'image représentée dans l'histoire grecque ancienne, et il prétend que dans toute cette grande toile il n'y a pas un seul visage grec : « parmi la foule de femmes et d'hommes, il y en a des laids, il y en a qui sont banals, mais il n'y a pas un seul iota de Grecs ». Le critique remarque également l'absence de sentiments sur le visage des personnages de la foule qui entoure Phryné. Selon Stassov ils sont tous indifférents et impassibles, à l'exception peut-être du vieil homme chauve portant une canne du côté gauche du tableau, qui sourit avidement devant la femme nue, exprimant sur son visage la convoitise animale et sa décrépitude flétrie . L'impression d'ensemble de V. Stassov est très froide et frise l'indifférence. Mais il est obligé d'admettre qu'il y a dans le tableau quelques bons côtés et même de très bons côtés. Comme le paysage superbement peint à l'arrière, une partie de la mer, les petites zones d'ombres tombant sur les autels de marbre éclairés par le soleil brûlant, les dalles sur le sol. Tout cela est le résultat de la virtuosité du peintre et de ses excellentes connaissance techniques .
La critique d'art Tatiana Karpova confirme que la représentation qui est donnée du paysage, traduit bien la sensation d'un air de Grèce, d'une brise marine. C'est pour elle un des attraits indéniables de ce tableau le fait que à travers le paysage, l'artiste parvient à faire revivre l'histoire ancienne et le mythe antique. Karpova remarque également que les poses statiques, la séparation entre les différents groupes de personnages sont des lieux communs du répertoire académique. Il en résulte que le tableau donne l' impression d'être un panneau purement décoratif . À propos de l'image de Phryné avec sa cascade de cheveux dorés, Karpova écrit, qu'elle semble être un souvenir des femmes de Titien, Pierre Paul Rubens, Giambattista Tiepolo.
Le critique d'art Vitali Manine observe que des œuvres de Henryk Siemiradzki, comme Phryné à la fête de Poséïdon ou Danse entre les sabres, glorifient la beauté du monde réel. Il écrit aussi : «Le sujet est ici une intrigue mineure car ce n'est pas un tableau historique. La toile de Siemiradzki est un ravissement devant la beauté ».